# Корыхалова, Наталия Платоновна
Ната́лия Плато́новна Корыха́лова (1 февраля 1929, Ленинград — 8 ноября 2013, Санкт-Петербург) — советский, российский музыкальный педагог, профессор, Заслуженный работник высшей школы Российской Федерации.

## Биография
В 1947 году окончила Специальную музыкальную школу-десятилетку при Ленинградской консерватории (класс фортепиано профессора К. Г. Шмидта), в 1955 году с отличием — фортепианный факультет консерватории (класс профессора С. И. Савшинского). Одновременно училась на отделении романских языков филологического факультета Ленинградского университета, с отличием окончила его в 1954 году. В 1957 году окончила аспирантуру университета.
В 1957—1958 годах работала референтом по французской литературе в Институте русского языка и литературы АН (Пушкинский Дом). В 1958—1966 годах преподавала в Ленинградском институте культуры им. Н. К. Крупской: преподаватель, старший преподаватель, доцент кафедры хорового дирижирования (секция фортепиано), затем кафедры фортепиано. Одновременно преподавала на кафедрах романской филологии Ленинградского университета (спецкурс по истории романской лингвистики, занятия по французскому языку) и Ленинградского педагогического института им. А. И. Герцена (спецкурс по вульгарной латыни для аспирантов, руководство курсовыми работами, лекции на Высших педагогических курсах).
С 1966 года до конца жизни работала в Санкт-Петербургской консерватории (доцент, с 1977 года — профессор). Более тридцати лет читала лекционный курс методики обучения игре на фортепиано, вела курс истории фортепианного искусства, семинары по фортепианному репертуару, индивидуальные занятия по общему и специализированному курсу фортепиано; руководила педагогической практикой студентов-пианистов, подготовкой дипломных работ и дипломных рефератов, преподавала на факультете повышения квалификации.
Неоднократно читала лекции и проводила мастер-классы по специальному фортепиано, в том числе в Высшей консерватории Парижа (1997), Консерватории Люксембурга (2000).
В 1977—1979 годах была проректором по научной работе консерватории. Входила в состав Научно-методического совета при Министерстве культуры РСФСР, Совета Октябрьского районного отделения Всероссийского общества охраны памятников истории и культуры, Учёного совета консерватории, Специализированного совета по защитам диссертаций, художественного Совета по работе Малого зала им. А. К. Глазунова. Состояла в редакционно-издательском совете редколлегии консерваторской газеты «Музыкальные кадры», редколлегии издательства «Музыка».
Вела абонементный цикл «Исполнительское мастерство ленинградских пианистов» (сезон 1985/86), цикл тематических вечеров французской музыки «Музыкальные среды Альянс франсэз» (1990-е — начало 2000-х: вступительное слово к концертам на французском и русском языках, солист, концертмейстер); выступала на радио и телевидении (в том числе цикл бесед о русских пианистах на Парижском радио, 1997).
Владела французским (в совершенстве), английским, немецким, итальянским языками, читала на польском и испанском языках.

## Научная деятельность
В 1959 году защитила кандидатскую диссертацию по романской филологии, в 1971 году — кандидатскую диссертацию по специальности «Музыкальное искусство».
Выступала с сообщениями и докладами (в том числе на иностранных языках) на международных конгрессах и конференциях.
Автор более 100 научных и научно-методических работ, в том числе монографий, по теоретическим и историческим проблемам интерпретологии, фортепианного и вокального исполнительства и педагогики, музыкальной эстетики, композиторского творчества, музыкального образования, романской лингвистики. По её инициативе и под общей редакцией в петербургском издательстве «Композитор» вышли две серии методических пособий «Мастер-класс на дому» и «Такт за тактом», содержащих педагогический и исполнительский анализ произведений фортепианной литературы. Уже после кончины автора вышла работа «Бетховен. 32 вариации до минор», в которой предложена новая философская и исполнительская концепция этого произведения, осуществлён подробный анализ всех особенностей нотного текста.
Автор более 100 музыкально-критических статей по проблемам композиторского творчества, музыкального воспитания детей и другим вопросам музыкальной культуры, а также рецензий на концерты, театральные постановки, книги, которые вошли в авторский сборник «В общении с музыкой: статьи и рецензии разных лет» (2011).
Подготовила девять кандидатов наук.

### Избранные труды
Источник — Электронные каталоги РНБ
по музыковедению
- Корыхалова Н. П. Бытийный статус музыкального произведения и проблем музыкально-исполнительного искусства : Автореф. дис. … д-ра искусствоведения. — М., 1981. — 40 с.
- Корыхалова Н. П. Бытийный статус музыкального произведения и проблемы музыкально-исполнительского искусства : Автореф. дис. … д-ра искусствоведения. — Киев, 1988. — 41 с.
- Корыхалова Н. П. За вторым роялем : работа над музыкальным произведением в фортепианном классе. — СПб.: Композитор — Санкт-Петербург, 2006. — 549+2 с. — ISBN 5-7379-0307-9
- Корыхалова Н. П. Интерпретация музыки : Теорет. пробл. муз. исполнительства и критич. анализ их разраб. в соврем. буржуаз. эстетике. — Л.: Музыка, 1979. — 208 с. — 2670 экз.
- Корыхалова Н. П. Галина Ковалева : Творч. портр. — Л.: Музыка, 1986. — 32 с. — (Мастера исполнительского искусства). — 37000 экз.
- Корыхалова Н. П. Краткий словарь музыкальных терминов. — Л.: Б. и., 1962. — 13 с. — 1000 экз.
- Корыхалова Н. П. Кризисные тенденции в буржуазном массовом музыкальном воспитании. — М.: Музыка, 1989. — 112 с. — 9000 экз. — ISBN 5-7140-0073-0
- Корыхалова Н. П. Антуан Мармонтель и французская фортепианная педагогика : Лекция. — Л.: Б. и., 1989. — 50 с. — 500 экз.
- Корыхалова Н. П. Вольфганг Амадей Моцарт : Краткое жизнеописание. — М.: Музыка, 2004. — 78 с. — (Школьная библиотечка). — ISBN 5-7140-0691-7
- Корыхалова Н. П. Музыкально-исполнительские термины : возникновение, развитие значений и их оттенки, использование в разных стилях. — СПб.: Композитор, 2000. — 272 с. — ISBN 5-7379-0095-9
  -  — СПб.: Композитор, 2003. — 272 с. — ISBN 5-7379-0095-9
  -  — 2-е изд., доп. — СПб.: Композитор — Санкт-Петербург, 2007. — 325 с. — ISBN 5-7379-0095-9
- Корыхалова Н. П. Музыкальное произведение и исполнитель : (Проблема и ее разработка в XX веке) : Автореф. дис. … канд. искусствоведения. — Л., 1971. — 20 с.
- Корыхалова Н. П. Софья Преображенская. — СПб.: Композитор, 1999. — 224 c. — (Корифеи Мариинского театра). — ISBN 5-7379-0036-3
- Корыхалова Н. П. Система организации музыкального образования в Советском Союзе. — [М.: Б. и., 1970]. — 6 с.
- Корыхалова Н. П. Чтобы музыка зазвучала… — М.: Музыка, 1999. — 119 с. — (О музыке детям). — ISBN 5-7140-0602-X

по филологии
- Корыхалова Н. П. О некоторых особенностях развития префиксальной системы французского языка : (На материале глаголов движения) : Лекция. — Л., 1958. — 25 с. — 1000 экз.
- Корыхалова Н. П. Особенности развития префиксальной системы глагола и сочетаний глагола с элементом наречного типа во французском языке : Автореф. дис. … канд. филол. наук. — Л., 1958. — 14 с. — 150 экз.